# Pie bavarde
Pica pica
Pour les articles homonymes, voir Pie.
Espèce
Statut de conservation UICN

 LC  : Préoccupation mineure
La Pie bavarde (Pica pica) est une espèce de passereaux de la famille des Corvidae, et l'une des espèces de corvidés parmi les plus répandues en Europe et dans une grande partie de l'Asie. Les pies peuvent aisément être identifiées grâce à leur morphologie et à leur plumage noir et blanc caractéristique. Il existe 13 sous-espèces de pie bavarde.

## Étymologie
Le nom scientifique de cet oiseau, Pica pica, signifie en latin « pie », mais aussi bavard, insistant sur les jacassements de l'espèce. Ce caractère bavard de la Pie bavarde se retrouve évidemment aussi dans son nom vernaculaire.
En France et en Belgique, elle est aussi connue sous le nom d'ageasse, ajasse ou agasse (dialectes poitevin-saintongeais et wallon), agache (en picard), ajaça (occitan et limousin) dans le sud-ouest de la France, ou encore d'agace (agaça) en provençal, Gascogne et Guyenne, des dérivés de « jacasse ».

## Morphologie

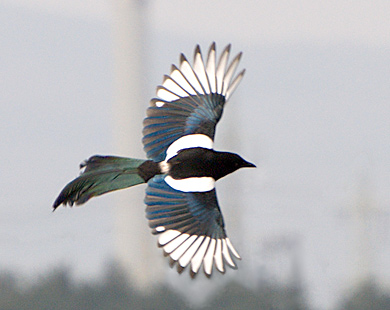
Sur cette photo de pie bavarde en vol, on voit nettement l'iridescence bleue et verte sur les ailes et la queue

La pie bavarde arbore un plumage noir sur le dessus du corps, au niveau de la tête, de la poitrine et de la partie sous-caudale, et blanc au niveau du ventre, des flancs, des rémiges primaires et à la base des ailes. Le plumage noir montre des reflets métalliques, bleuâtres sur les ailes, violacés sur le corps et la tête, et verdâtres sur la queue, dus à une iridescence des plumes. Le bec est noir, de même que les pattes et l'iris des yeux.

Cet oiseau d'assez grande taille (de 44 à 56 cm de longueur) est doté d'une longue queue (de 20 à 30 cm). L'envergure varie de 52 à 60 cm et la masse de 190 à 250 g. Le mâle est légèrement plus grand que la femelle, mais il n'existe pas de réel dimorphisme sexuel chez cette espèce. La coloration des ailes peut donner une indication de l'âge de l'individu.

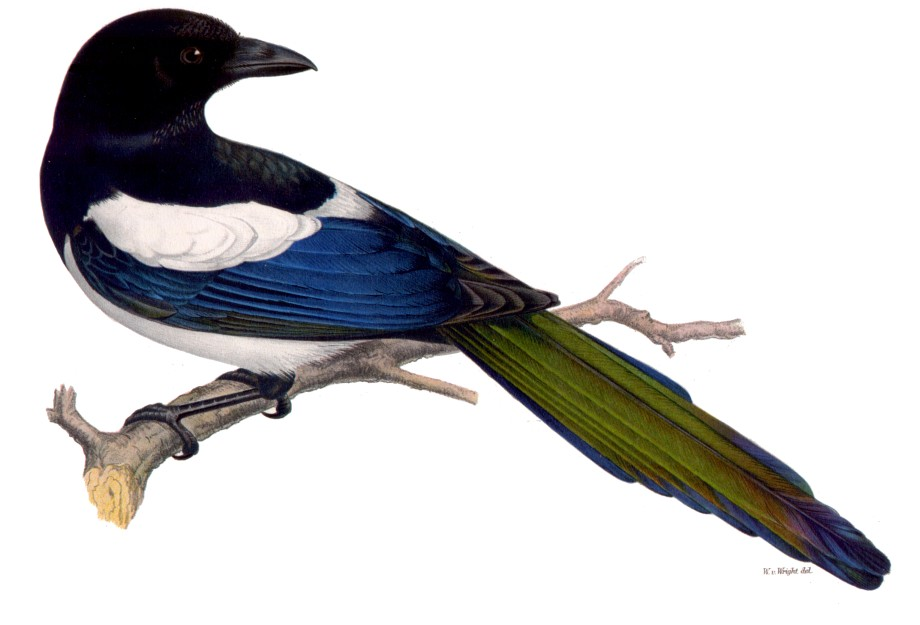
Pie bavarde (dessin naturaliste, de Wilhelm von Wright (1810 - 1887))

Elle se distingue de la pie orientale Pica serica par un corps moins trapu que celle-ci et une queue plus longue.

## Comportement

### Locomotion
Son vol semble parfois incertain (dit « en festons ») mais en ligne droite ; sa marche est un peu saccadée, avec souvent la queue levée et par succession de petits bonds.

### Régime alimentaire

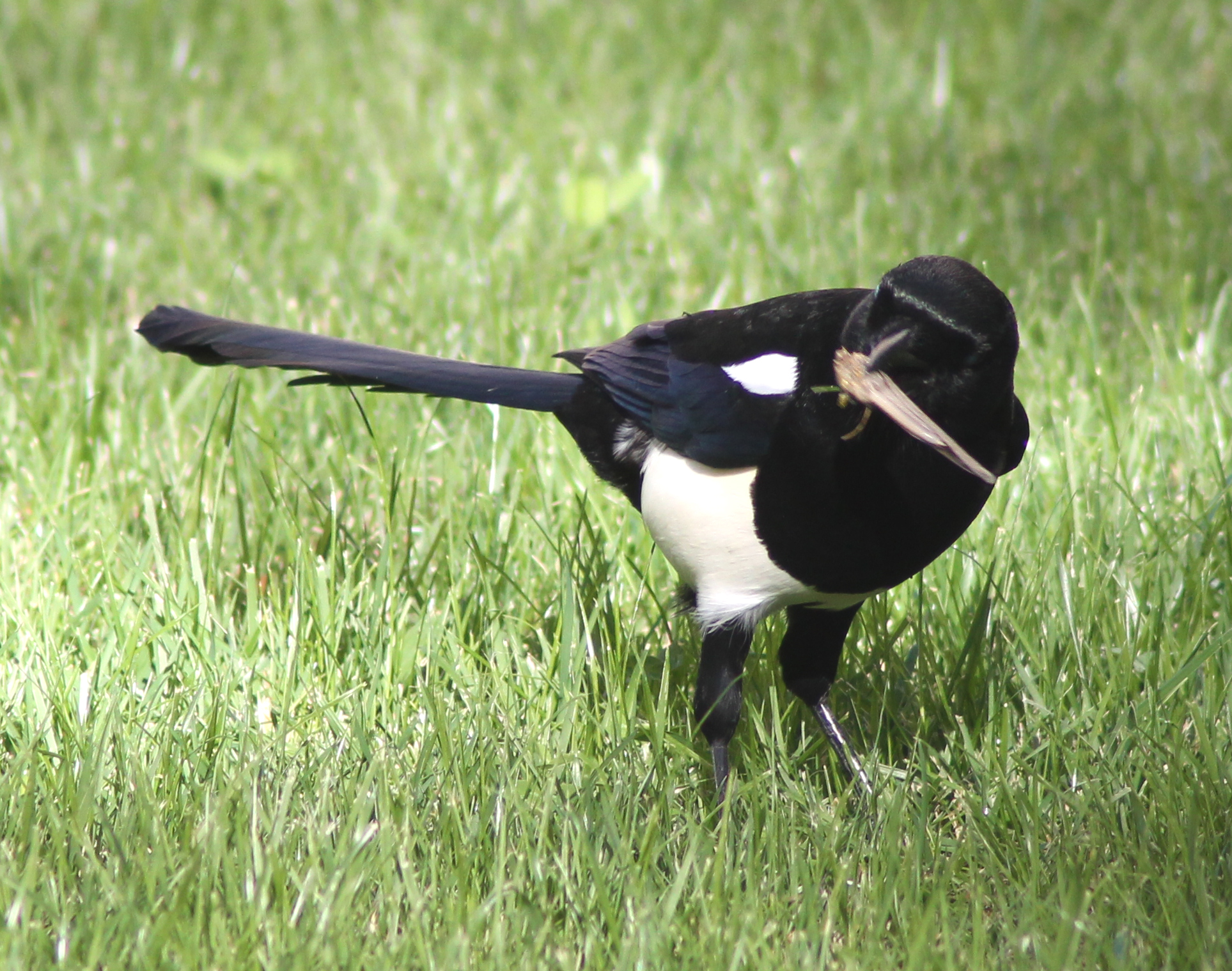
Pie bavarde mangeant une sauterelle.

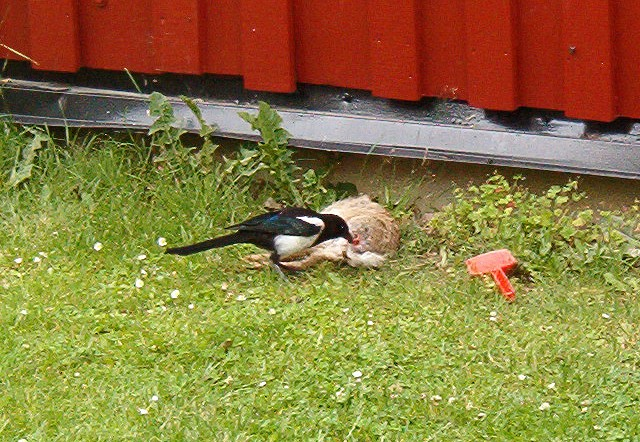
La pie, comme d'autres corvidés fait partie des animaux nécrophages qui contribuent à faire rapidement disparaitre les petits cadavres de l'environnement (ici cadavre de lapin), jouant ainsi un rôle sanitaire important

La pie bavarde est omnivore : son régime alimentaire peut varier, mais est essentiellement constitué :
- d'invertébrés (limaces, insectes...) qui constituent plus de 80 % de l'alimentation des jeunes et des adultes (Balança 1984), et près de 100 % de celle des poussins[7] ;
- de fruits et graines diverses ;
- d'œufs (pris dans les nids de passereaux) ;
- de poussins d'autres oiseaux (2 % du régime alimentaire au printemps/été)[8] ;
- détritus d'origine humaine (surtout en ville, où elle a parfois appris à percer les sacs poubelles) ;
- charognes (ex : animaux écrasés sur les routes) ;
- petits vertébrés, occasionnellement petits rongeurs (dont des campagnols), lézards : moins de 1 % des proies.

La pie pratique, comme d’autres corvidés, le cleptoparasitisme, en dérobant des proies à d’autres oiseaux et mammifères.
La proportion de ces aliments varie selon leur disponibilité dans le territoire de chaque pie,,. Elle mange essentiellement au sol, et des proies animales en été. Une hypothèse est qu'elle pourrait profiter des gazons régulièrement entretenus et des basses strates dégagées des parcs urbains, en bénéficiant de proies plus visibles et accessibles, mais ceci n'est pas confirmé par les études faites en Île-de-France.
Une étude suédoise a démontré qu'un accès à une nourriture plus abondante et plus riche (poisson mis à disposition par les expérimentateurs) avant et lors de la période de reproduction améliorait la santé et le succès de reproduction des individus qui en bénéficiaient (construction plus précoce du nid, ponte plus précoce, œufs plus lourds, meilleur succès d'incubation et nombre plus élevé d'oisillons que chez les pies-témoins ne bénéficiant pas de ces apports). Dans ce cas, les différences entre succès de reproduction semblent pouvoir être attribuées à la prédation (par les corneilles Corvus cornix L).
Par contre le fait d'offrir de la nourriture accessible dans une zone non choisie comme territoire par les pies (dans l'espoir d'induire une réoccupation du site) ne les a pas amenées à venir s'y nourrir. Cette étude a conclu que la pénurie alimentaire semble être (en Suède au moins) le facteur de mortalité le plus important pour cette espèce.
On a par ailleurs montré chez la pie que les pontes tardives ou de remplacement d'une couvée ayant échoué produisaient des poussins avec une immunocompétence diminuée.

### Comportement social

#### Comportement territorial
Comme d'autres corvidés, la pie bavarde, de nature grégaire (en particulier l'hiver), est une espèce bruyante et peu farouche qui aime à vivre dans le voisinage de l'homme et semble apprécier, et de plus en plus, nicher près des habitations et dans les espaces verts où elle atteint ses plus fortes densités,. Elle semble y trouver des habitats ouverts et faciles à prospecter (pour la nourriture) et peut-être une protection contre les rapaces et autres prédateurs.
Si elle sait être méfiante et discrète en cas de danger, c'est également un oiseau extrêmement curieux[réf. nécessaire].
La pie bavarde n'est pas spécialement attirée par les objets brillants, et elle ne les vole pas. Une étude scientifique parue en 2014 a contredit la réputation de voleuse attachée de longue date à l'oiseau,.

La pie est un oiseau très sédentaire, plutôt fidèle à son nid (occupé toute l'année ou à chaque printemps) et très territorial en période nuptiale, mais plus social en période inter-nuptiale, où il est capable de se rassembler en petits groupes et de former la nuit des dortoirs de quelques dizaines à une centaine d'individus. Ces dortoirs, parfois bruyants en début de soirée, contribuent à l'impression d'abondance que donnent les pies. D'une année à l'autre, si des adultes reproducteurs se dispersent, c'est à faible distance (dans le même territoire, ou dans un territoire jouxtant le précédent pour 95 % des pies se déplaçant), et, selon Eden, ces stratégies de déplacement ne changent pas dans le temps pour une même pie (Eden, 1987).

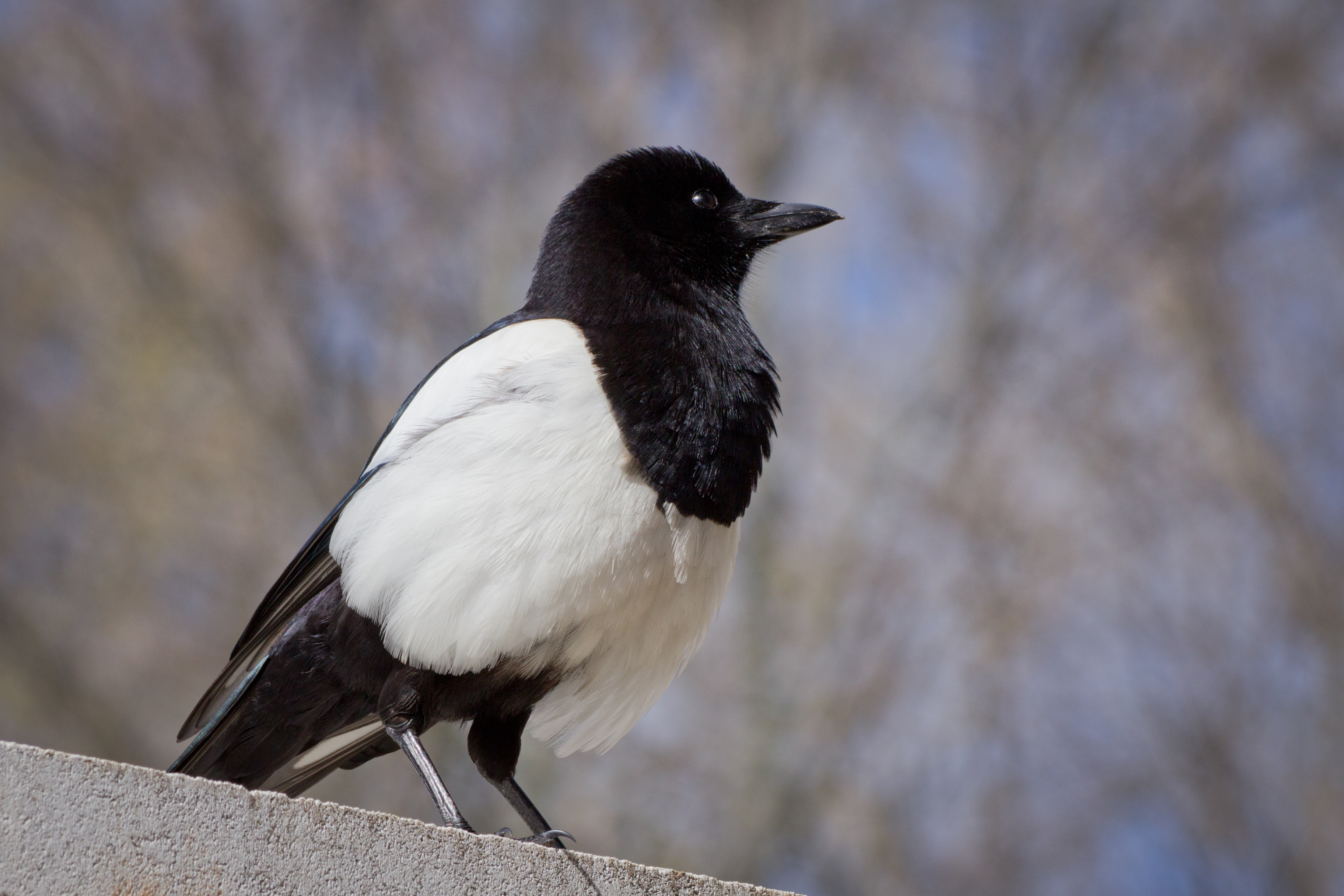
Pie bavarde à Madrid, un milieu urbain.

De même la dispersion des juvéniles est souvent faible (moins de 500 m souvent pour les oiseaux facilement observables) : en moyenne à plus de 2,1 km pour les adultes et jusqu'à 7,9 km pour les juvéniles selon une étude anglaise basée sur les reprises de bagues Ce sont des distances faibles pour des adultes, mais, pour les juvéniles, comparables aux distances parcourues par ceux d'autres espèces urbaines comme le pigeon ramier et la corneille noire (compétiteur principal, plus grand et plus lourd, qui mange des œufs de pies, et leur vole des branchettes de nids, voire - parfois - tue des pies adultes). Cependant quand les corneilles attaquent les pies, elles dépensent beaucoup d'énergie, et il n'est pas démontré qu'elles ont un impact important sur la démographie des pies.
En milieu urbain, la pie semble encore plus sédentaire : les données récentes de Seine-Saint-Denis ont confirmé le caractère exceptionnel des déplacements de pies entre espaces verts (« Sur près de 500 pies baguées en trois ans dans les parcs de Seine-Saint-Denis, seulement 4 ont été revues dans des parcs différents du lieu de leur baguage. Aucune ne fut contrôlée ou retrouvée morte en dehors des parcs. »).
On pourrait penser ou espérer que les excédents de populations urbaines puissent réalimenter les populations rurales, mais les données de baguage et 16 ans de suivi STOC montrent que non. L'hypothèse que des individus ruraux investissent les zones urbanisées demande à être mieux étudiée, mais est parfois contestée ou ne concernerait qu'un nombre d'individus assez faible.
Le territoire d'un couple de pies s'étend sur 1 à 2 hectares en ville, mais peut être chevauché par d'autres territoires de pies, notamment dans les parcs urbains. Il peut atteindre 4 à 5 ha en moyenne dans des habitats plus naturels,. Dans tous les cas, cette aire peut être parfois partagée avec d’autres couples ou avec des pies non reproductrices.
Cette territorialité est l'un des facteurs d'autorégulation des populations (Wilson 1975). Dans un parc urbain, les pies adultes qui ne trouvent plus de place pour fonder un couple ne se reproduisent pas. Ainsi, selon l'importance des populations, ce sont de 5 à 60 % des effectifs adultes qui ne participent pas à la reproduction. Ces pies (ainsi que les jeunes de l'année déjà indépendants) ne sont pas occupées à la surveillance du nid et des petits et elles sont bien plus mobiles, pouvant prospecter des zones atteignant 18 ha. Elles peuvent occasionnellement remplacer l'un des membres d'un couple (Newton 1998).

#### Vocalisations
La pie jacasse. Ses vocalisations sont variées, mais toujours un peu nasales et rauques, et parfois un peu gémissantes. Le cri d'alarme est un « tché-tché-tché-tché... » en séries rapides et prolongées ; le cri de conversation est un « tcha-ka ! » ou « tchia-tcha » claquants.

#### Intelligence
Le cerveau des oiseaux commence à être mieux compris, et ses performances réévaluées.
La pie bavarde est dotée d'un cerveau proportionnellement plus important que celui de beaucoup d'autres oiseaux. C'est un oiseau qui mémorise bien son environnement et les endroits où il peut trouver à manger, y compris dans des cachettes où il a pu accumuler de la nourriture. C'est l'un des oiseaux les plus intelligents : l'individu de l'espèce, à l'instar du corbeau, possède une capacité d'apprentissage qui en fait un oiseau capable de s'adapter à de nombreux changements de l'environnement. Il est ainsi capable de stratégie de groupe (face à un prédateur tel que le chat) et est le premier des oiseaux à avoir été (pour certains spécimens) capable d'avoir conscience de se voir dans un miroir, dans le fameux « test du miroir » pratiqué par les éthologues et réputé démontrer une conscience de soi (comme c'est le cas pour l'homme, le chimpanzé,, le gorille,, l'orang-outan, le chimpanzé pygmée, le dauphin ou l'éléphant).
Il peut avertir ses congénères d'un danger et peut apprendre à ses petits une partie de ce qu'il a appris lui-même [réf. souhaitée] et peut-être faire preuve d'empathie. Des pies ont même été observées en train d'organiser des funérailles. Les pies se sont tenues près du cadavre et lui ont même apporté de l'herbe.

#### Impacts en termes de prédation
Plusieurs études ont suggéré, en milieu rural, que la croissance des populations de corvidés (corneilles surtout) aurait pu contribuer au déclin des oiseaux nichant au sol ou dont les nids ouverts sont facilement attaqués,,.
À l'encontre des autres corvidés, la pie, quant à elle, montre une dextérité remarquable pour se faufiler dans les haies et buissons épineux denses (aubépine, prunellier...) où elle cause des ravages dans les nids de passereaux inféodés à ces milieux (fauvettes, gobe-mouches, mésanges, chardonneret, rouge-queue noir, bouvreuil pivoine, pies-grièches...). Ainsi, en milieu rural, en période de reproduction et donc de prédation envers les passereaux, on peut observer un couple de pies, à moins de 500 m de son nid, « ratisser » systématiquement de bout en bout une haie d'épines de 100 à 300 m de long ou parcourir de branche en branche tout le volume d'un buisson épineux à la recherche de couvées ou nichées. La pression de prédation pourrait être plus forte en ville en raison de la fragmentation du milieu

### Reproduction
Dès février, chaque couple défend un territoire et construit un ou plusieurs nids, le plus souvent en hauteur et près du tronc dans des arbres, occasionnellement plus bas (buissons). D'autres supports peuvent être adoptés (pylônes en particulier). Un seul nid recevra la ponte. Le nid, qui comporte en son centre une coupe de terre gâchée, est constitué de branchettes et renforcé de crins et de brindilles ; dans la plupart des cas, il est surmonté par une sorte de dôme. Sa forme, ronde ou ovoïde, peut être confondue de loin avec une boule de gui.
La femelle pond de trois à dix œufs qu'elle couve seule durant un peu moins de trois semaines. Après l'éclosion, les petits restent au nid durant quatre semaines environ. Ils sont nourris par les deux parents.
La pie bavarde ne se reproduit qu'une fois par an - sauf pontes dites de remplacement, à la suite d'échec de la nidification.
De manière générale, la qualité du territoire semble moins importer pour le succès de reproduction que l'état de santé du couple et la compétence du mâle pour apporter de la nourriture au nid
Le comportement maternel de la Pie femelle peut être détourné par le coucou geai qui est un parasite spécialisé dans les nids de corvidés.

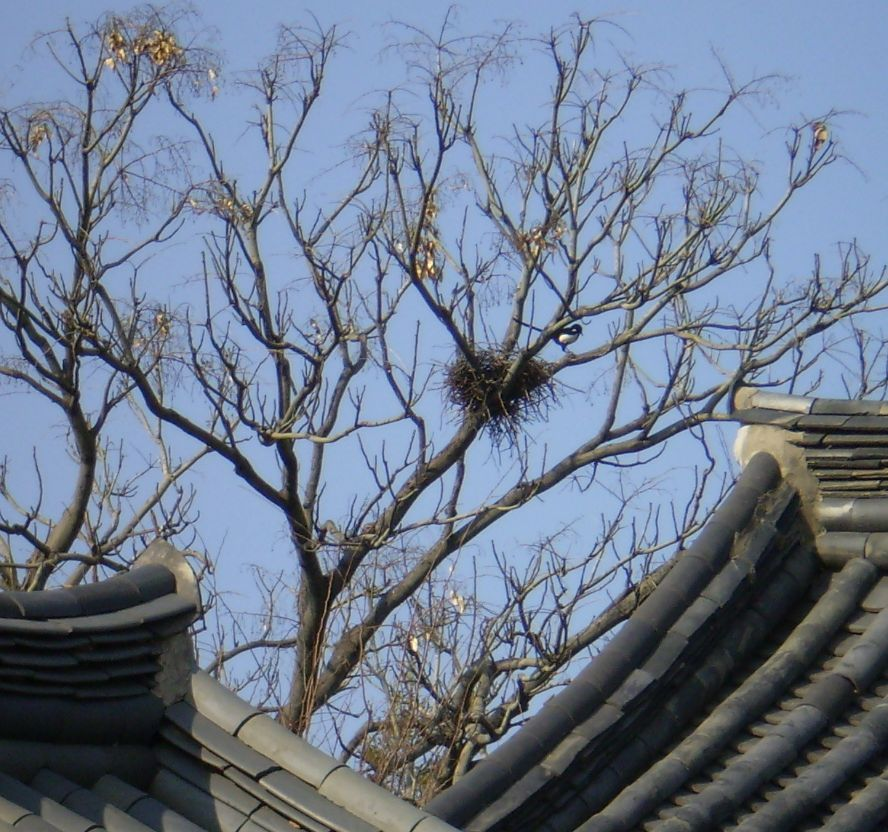
Nid de pie bavarde
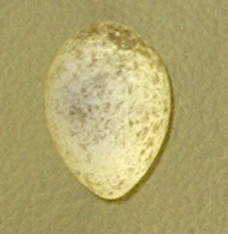
Œuf de pie bavarde
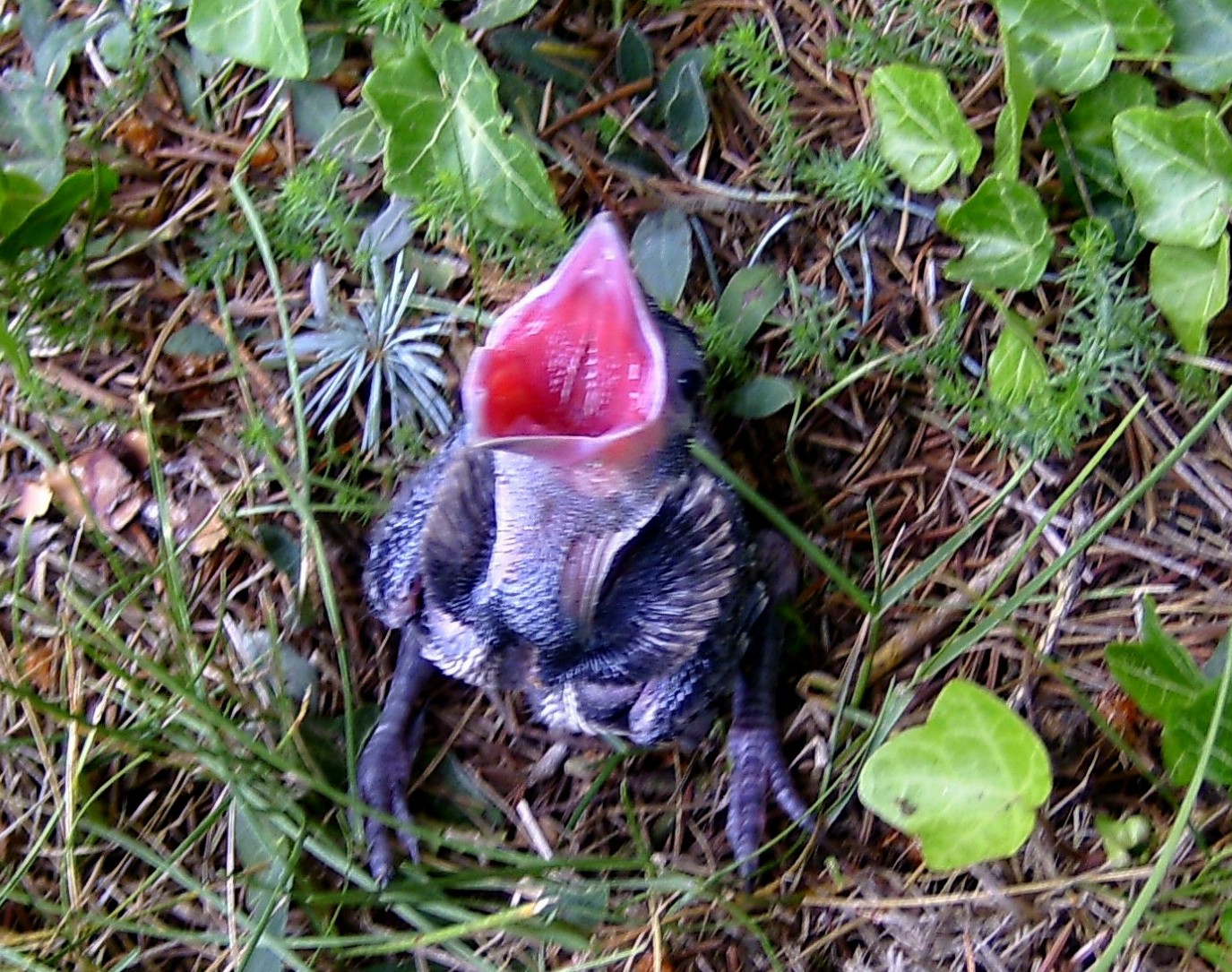
Oisillon de pie bavarde
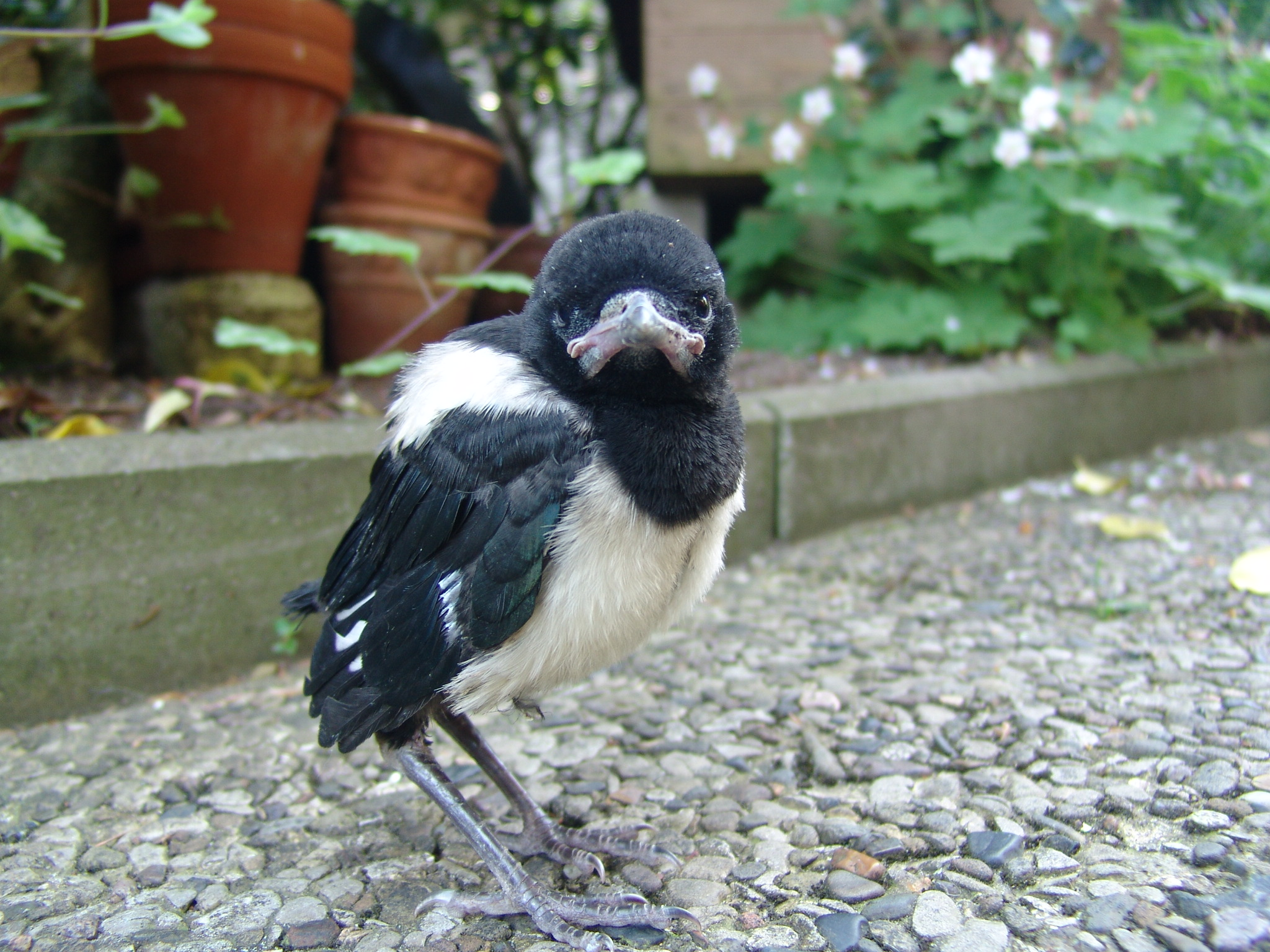
Poussin de pie bavarde
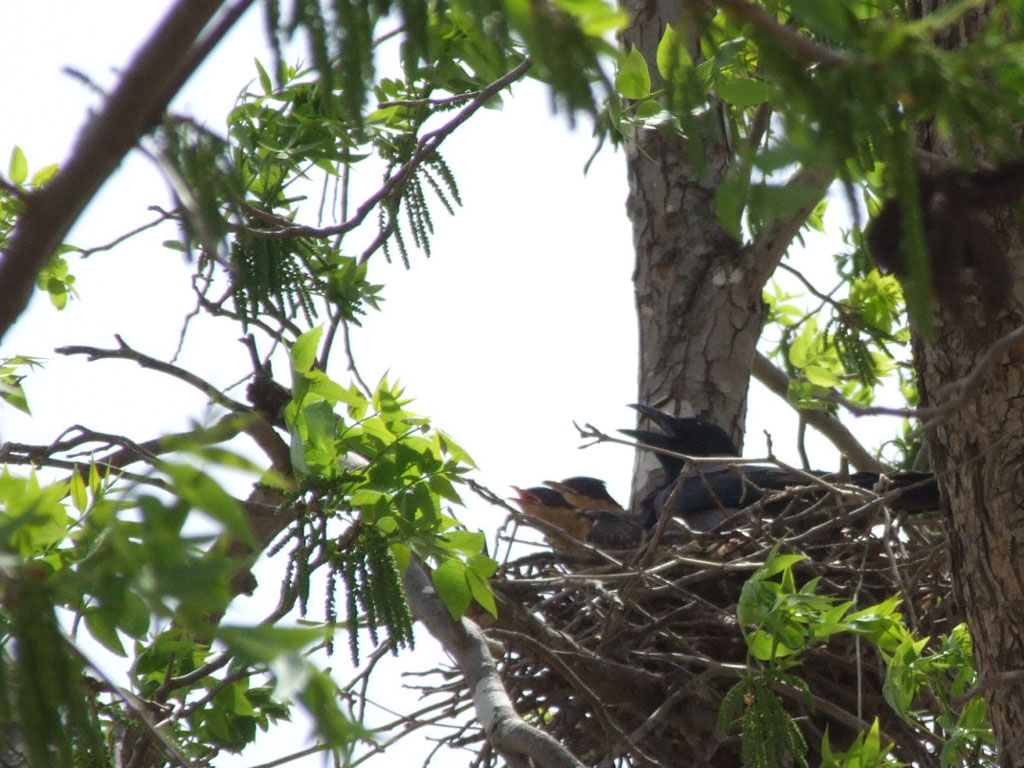
Femelle de pie bavarde élevant deux jeunes coucous-geai "parasites" Clamator glandarius; les nids de pie et de corneille sont les plus choisis par ce coucou pour y déposer ses œufs
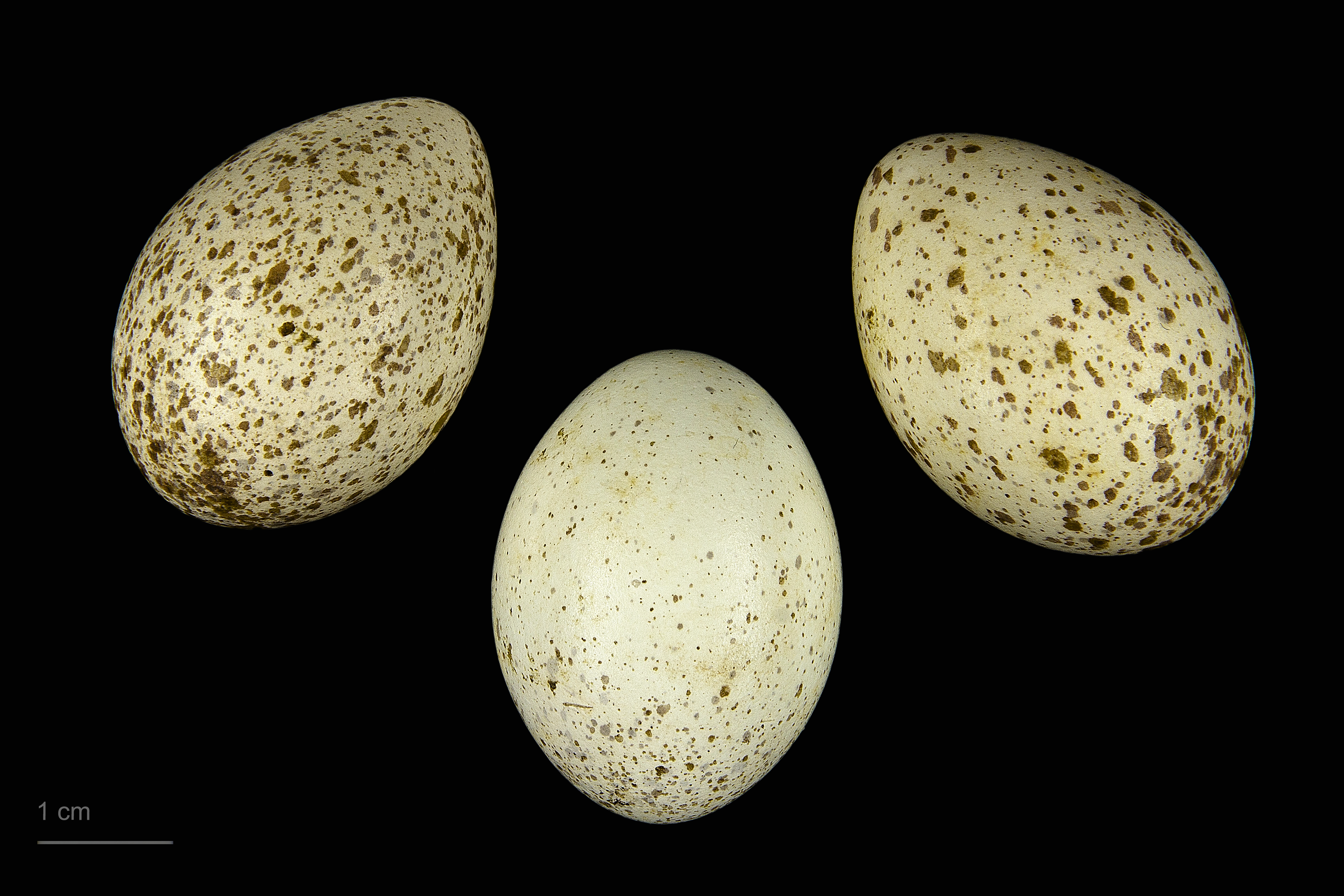
Œufs de Pica pica pica - Muséum de Toulouse

#### Espérance de vie
Sa durée de vie est de 15 ans, ce qui est un score moyen (pour un oiseau) mais sa longévité maximale connue est de 21 ans et 8 mois.
Selon un suivi basé sur 536 adultes bagués, le taux annuel de survie des adultes a été estimé à 0.70. La survie juvénile (survie la première année de vie) varie plus fortement selon les années et les contextes. Le taux a été estimé à 0.22.

## Répartition et habitat

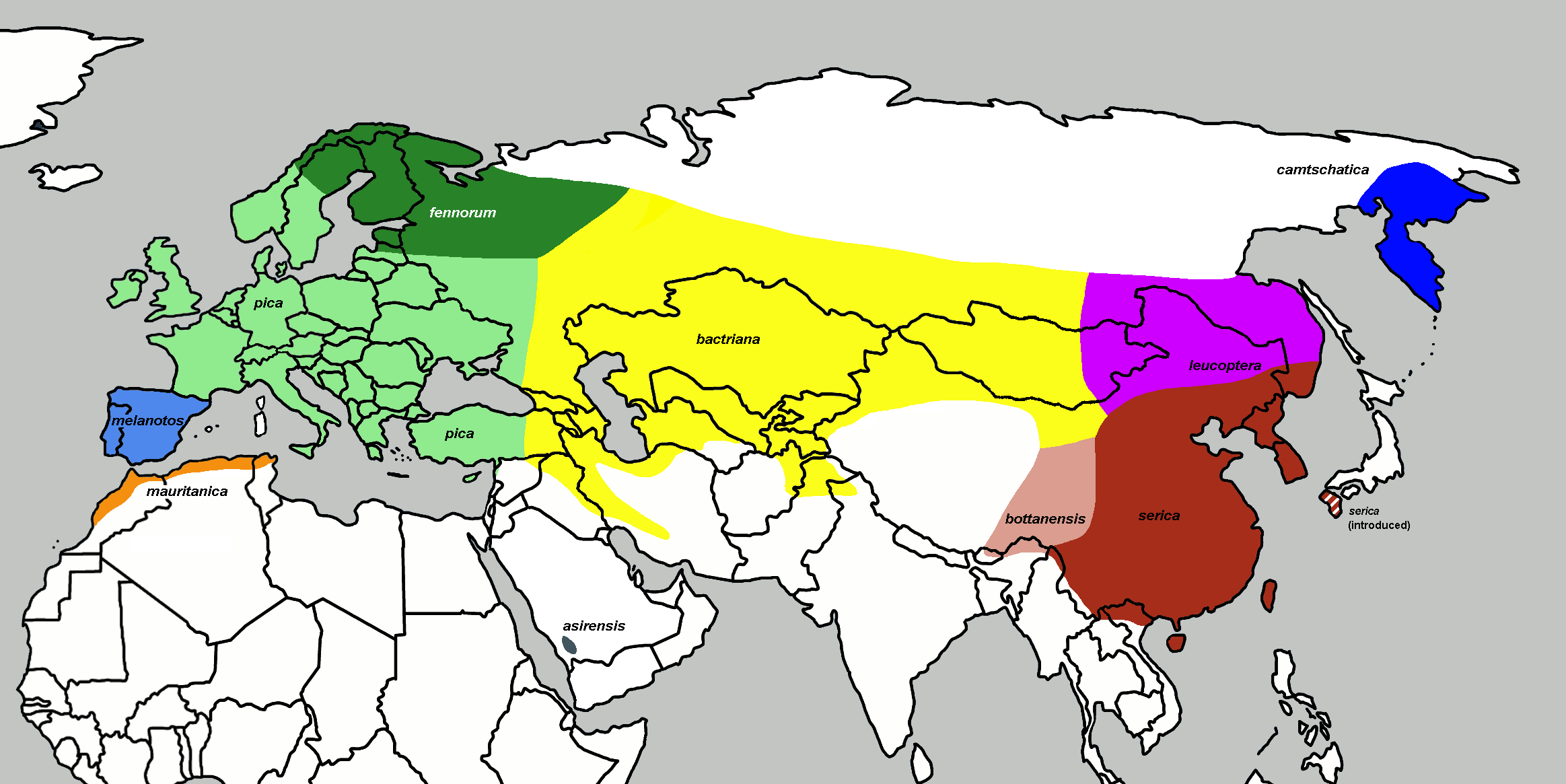
Répartition des sous-espèces de pie bavarde :
Pica pica hudsonia
Pica pica melanotos
Pica pica galliae
Pica pica germanica
Pica pica pica
Pica pica fennorum
Pica pica asirensis
Pica pica bactriana
Pica pica hemileucoptera
Pica pica leucoptera
Pica pica jankowskii
Pica pica sericea
Pica pica battnensis
Pica pica kamschatisa

### Aire de répartition
La pie bavarde, Pica pica, d'origine holarctique est commune dans toute l'Europe mais aussi en Asie, au nord-ouest de l'Afrique et en Amérique du Nord. L'espèce est plutôt sédentaire mais vagabonde en petits groupes en hiver.
Elle est nettement plus rare ou absente en altitude (ex : rare au-dessus de 1 000 m en Rhône-Alpes) et est curieusement absente en Corse alors que des individus traversent parfois la Méditerranée. Elle est incluse dans les trente espèces d'oiseaux les plus répandus en France mais elle est en France plus rare ou absente dans certaines zones chaudes et/ou montagneuses (Savoie ou en Aquitaine) où les monocultures de pins ne semblent pas lui convenir.

### Habitat, en forte évolution
La pie bavarde affectionne particulièrement les lieux riches en bosquets, les petits bois ainsi que - et de plus en plus - les parcs et jardins des zones urbaines, les délaissés routiers et autoroutiers. Dans son aire de répartition, on la retrouve donc dans tous les types de milieux à l'exception des forêts denses. Elle est négativement affectée par la fragmentation écologique des paysages. Elle bénéficie par contre des opérations de rénovation urbaine et de la périurbanisation qui lui offrent des paysages ouverts de parcs arborés.

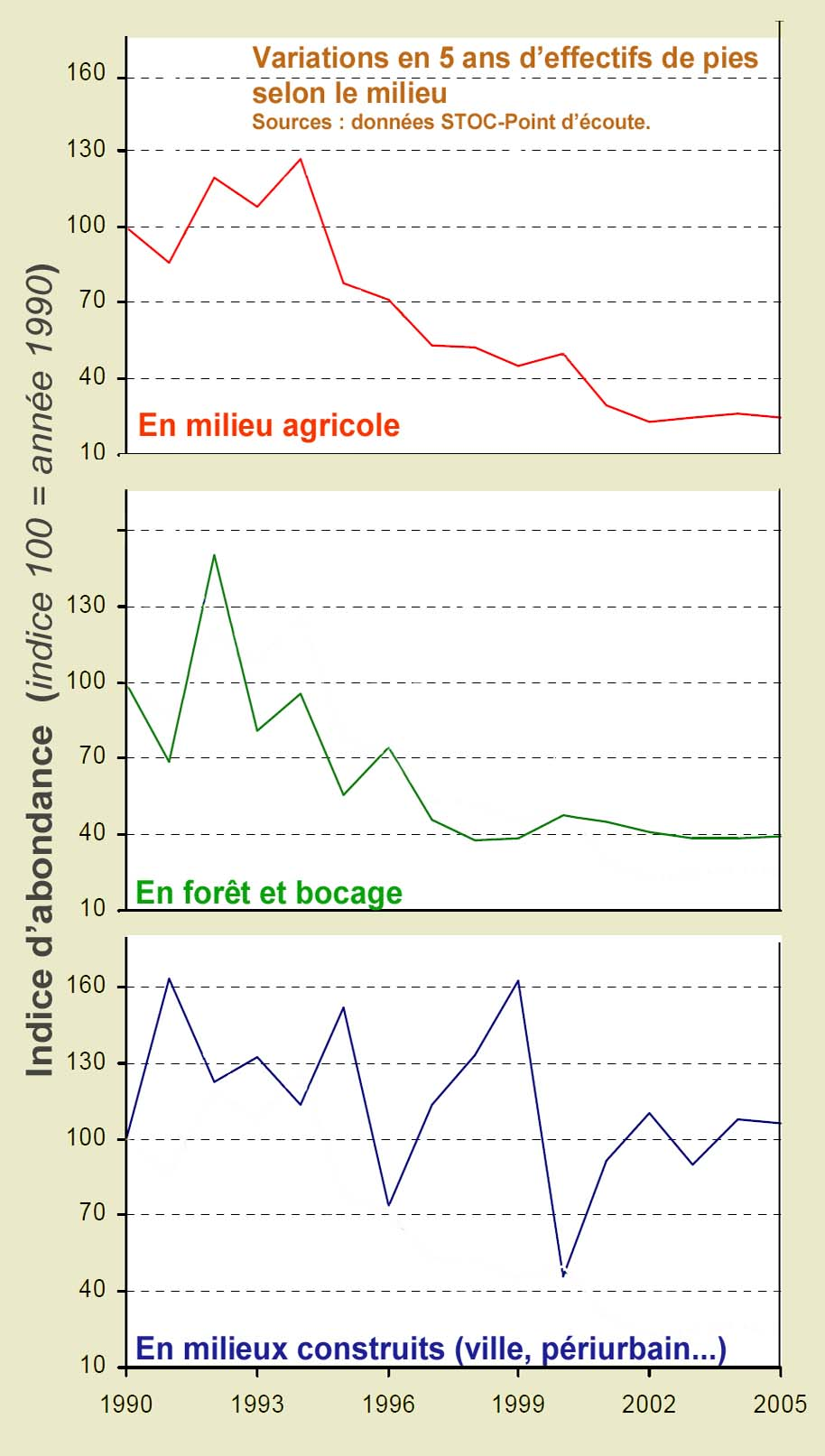
Variations (en 15 ans) selon le type de contexte écopaysager ; Entre 1990 et 2005, le taux de croissance annuel a été de 0.004 dans les environnements construits, mais de -0.09 dans les habitats agricoles, et de -0.06 dans les habitats semi-naturels (Forêt bocage, zones humides)

Dans la seconde moitié du XXe siècle, la pie tend non pas à déserter les habitats ruraux profonds au profit des espaces verts urbains mais à avoir un taux de fécondité et de survie plus élevés en ville qu'à la campagne,, comme on le note aussi pour d'autres corvidés,,,. Les données récentes disponibles confirment que « les fortes densités de pies en ville sont très probablement la conséquence de processus locaux combinant une meilleure fécondité à une meilleure survie des individus et non pas le résultat de déplacements d’individus ».

En Europe, les ornithologues assistent depuis la fin du XXe siècle à un net changement de comportement, de démographie et dynamique des populations et d'habitat et répartition spatiale chez cette espèce. En Europe de l'Ouest, et notamment en France, elle tend à fortement régresser dans les campagnes et à devenir plus urbaine et péri-urbaine. Cela modifie l'écologie de l'espèce via les phénomènes de compétition, prédation, ressources alimentaires,, piégeage qui la concernent, en suscitant des controverses sur le statut à accorder à l'espèce en ville, dans le cadre de l'écologie urbaine ou dans les milieux ruraux où elle est encore fréquemment piégée et tuée [réf. souhaitée], comme d'autres corvidés dans les campagnes alors qu'elle y a beaucoup régressé et qu'à ce jour[Quand ?], « l’impact écologique de la pie n’a jamais été prouvé sérieusement bien qu’il soit la principale justification du contrôle des populations ». C'est une espèce qui fait preuve de capacités d'adaptation à l'anthropisation des paysages,, mais non au piégeage (F. Chiron a « montré que la régulation en France était une cause majeure du déclin des effectifs »).

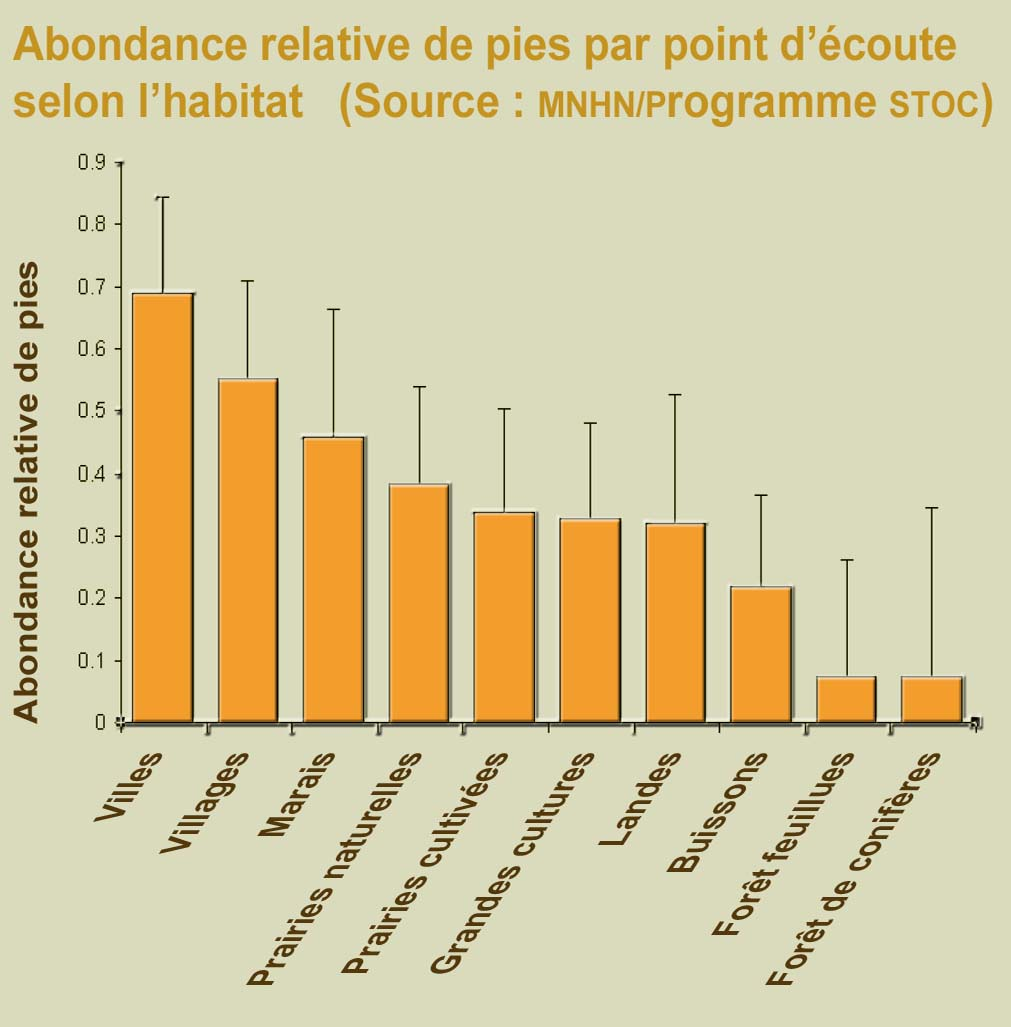
Cette espèce ne semble jamais avoir été très présente en forêt. On note depuis quelques décennies que les populations urbaines augmentent beaucoup

Cette progression urbaine est récente : par exemple, la pie bavarde n'a été observée à Caen (Collette, 1989) et à Paris (Jarry, 1991) qu'à partir de la fin des années 1970. Elle était totalement absente de Paris au début du XXe siècle mais considérée comme en expansion dans la région qui était en forte urbanisation à partir des années 1970, parallèlement à une diminution de la densité de corneille noire (Corvus corone), laquelle est un prédateur des œufs ou des jeunes pies. C'est un oiseau qui apprécie de nicher dans de grands arbres proches de zones ouvertes, arbres qui ont régressé dans les campagnes avec les remembrements et le recul des haies et du bocage.
Le même constat est fait dans le nord de la Russie, en limite nord de son aire naturelle de répartition. Les villes semblent lui offrir un nombre élevé de strates de nidification plus difficiles à trouver ou à exploiter dans les campagnes. Il est possible que les bulles de chaleur urbaines lui profitent aussi, combinées à la tendance au réchauffement climatique (ex : en Angleterre la date moyenne de ponte était plus précoce de 29 jours en 2003 qu'en 1966). De fortes densités urbaines (8 % environ du territoire en France) ne doivent pas cacher le déclin général des corvidés mis en évidence par les inventaires globaux d'espèces communes (Programme STOC en France).

### Effectifs et tendances de la population

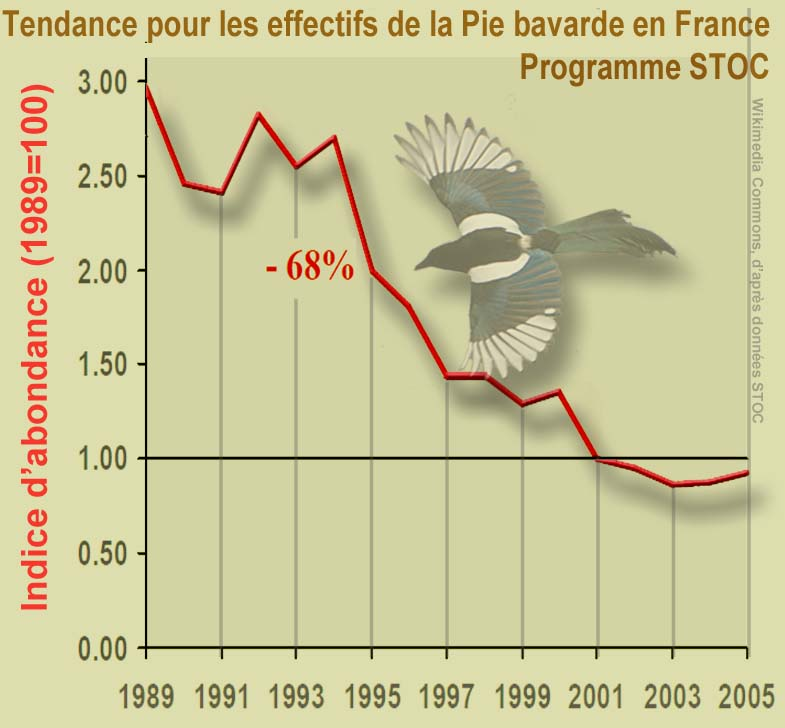
En dépit d'une visible augmentation des populations urbaines et périurbaines, les effectifs globaux sont en nette baisse (en France et en Russie)

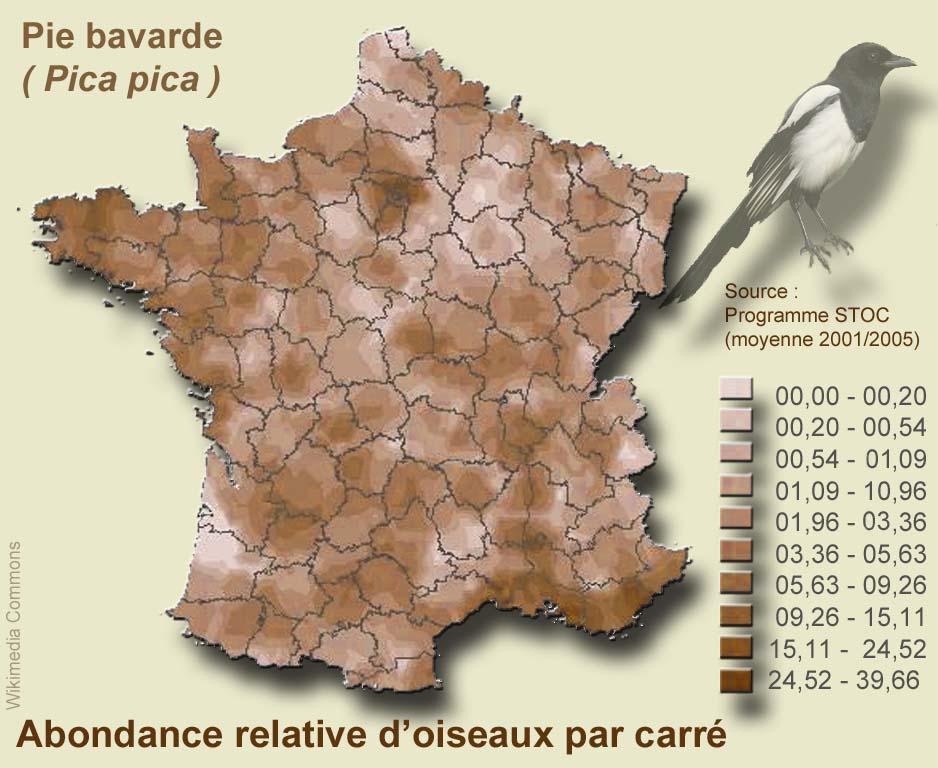
L'emplacement des aires de répartition est en forte évolution depuis les années 1970, au détriment des zones d'agriculture intensive où les populations régressent, et au profit de zones « écopaysagèrement » plus complexes et des zones urbaines

Son statut actuel en France est celui d'Espèce commune, en déclin.
La population européenne nicheuse, selon les données disponibles, a été estimée au début des années 2000 comprise entre 6,5 et 14 millions de couples, avec une nette croissance des années 1970 à 1990 (+22,1 %) suivie d'un recul dans certains pays (France, Russie). Cependant « si la plupart des populations européennes sont stables ou en croissance entre 1990 et 2000, les effectifs de pays ‘clés’ comme la France et la Russie déclinent fortement », ce qui rend possible un déclin global de l’espèce, qui n'est cependant pas considérée comme menacée à cette échelle européenne.
En France, pour le grand public, après une augmentation des populations urbaines de pies avant 1990, une visibilité accrue de cette espèce dans les zones habitées a caché un déclin global très rapide de l'espèce ; la perte a été de 68 % des effectifs entre 1989 et 2001 selon le CRBPO, sur la base du suivi STOC. La population totale serait d'environ 22 244 000 couples de pies (±290 000), de plus en plus urbaines. Or, la part de la France dans la population européenne de pie est importante (d'environ 16 à 34 % du total européen nicheur selon les sources). La pie n'est pas seule à subir un tel déclin : tous les oiseaux communs (100 espèces suivies par le programme STOC) sont en régression en France (notamment ceux des milieux agricoles), avec une baisse moyenne d'effectifs de 10 % entre 1989 et 2001. Mais ce déclin est beaucoup plus grave et rapide chez la pie que pour la moyenne des autres oiseaux, et en dépit d'apparences trompeuses. Les raisons pour lesquelles son taux de survie (moyenne et individuelle) diminue dans les milieux ruraux sont encore mal expliquées (pesticides, manque de nourriture et modifications des paysages pourraient peut-être y contribuer, de même que la pression de piégeage).

### Migration
Les pies ne migrent qu'exceptionnellement mais quelques déplacements de plusieurs centaines de kilomètres ont été mis en évidence par le suivi d'individus bagués lors de grandes vagues de froid en ex-URSS et quelques observations montrent de possibles traversées de la Méditerranée.

## Taxinomie et systématique

### Systématique
La première description dans la littérature scientifique a été réalisée par Carl von Linné en 1758, sous le nom Corvus pica. Le genre Pica fut créé par Brisson en 1760, et l'espèce fut finalement rebaptisée Pica pica.

### Sous-espèces
Selon le Handbook of the Birds of the World, il existe dix sous-espèces de Pie bavarde :
- Pica pica anderssoni (Lönnberg, 1923), qui vit dans le sud-est de la Russie (Kraï du Primorie) et tout au nord-est de la Chine et de la Corée.
- Pica pica bactriana (Bonaparte, 1850), qui se trouve de la Sibérie jusqu'au lac Baïkal vers l'est et, vers le sud, jusqu'au sud du Caucase, en Irak, en Iran et au Pakistan.
- Pica pica bottanensis (Delessert, 1840), qui vit à l'ouest de la Chine (Qinghai, Sichuan, région autonome du Tibet) et au Bhoutan.
- Pica pica camtschatica (Stejneger, 1884), qui vit dans l'Extrême-Orient russe, du nord de la mer d'Okhotsk jusqu'au Kamtchatka.
- Pica pica fennorum (Lönnberg, 1927), qui se trouve du nord de la Scandinavie jusqu'à l'ouest de la Sibérie.
- Pica pica leucoptera (Gould, 1862), qui vit en Russie (Transbaïkalie), en Mongolie et au nord-est de la Chine (Mongolie-Intérieure et Heilongjiang).
- Pica pica mauritanica (Malherbe, 1845), qui se trouve en Afrique du Nord (Maroc, Algérie et Tunisie).
- Pica pica melanotos (A. E. Brehm, 1857), qui se cantonne à la péninsule Ibérique.
- Pica pica pica (Linnaeus, 1758), dont l'aire de répartition s'étend du sud de la Scandinavie jusqu'à la Méditerranée en incluant les îles Britanniques, et jusqu'en Europe de l'Est.
- Pica pica serica (Gould, 1845), qui vit dans l'Est et dans le Sud de la Chine, à Taïwan, et dans le nord de la Birmanie, du Laos et du Viêt Nam.

Selon la même source, d'autres sous-espèces décrites ne seraient pas valides, telles que :
- Pica pica galliae et Pica pica germanica, incluses dans Pica pica pica
- Pica pica kot, Pica pica laubmanni et Pica pica hemileucoptera, incluses dans Pica pica bactriana
- Pica pica japonica, Pica pica amurensis et Pica pica jankowskii, incluses dans Pica pica anderssoni
- Pica pica hainana et Pica pica alashanica, incluses dans Pica pica serica.

## La pie bavarde et l'Homme

### Étude scientifique
Cette idée qui attribue à la pie des tendances cleptomanes est démentie par une étude menée par un chercheur polonais, qui, ayant analysé 500 nids de pie, n’y a trouvé aucun objet brillant. Une autre étude confirme ce biais d'observation : l'oiseau ne serait pas plus intéressé par un objet scintillant que par n'importe quel autre, il ferait même preuve d'une néophobie à l'égard des objets qui lui paraissent insolites.
Comme pour beaucoup d'autres espèces dites « banales » et proches de l'Homme, bien que cet oiseau ait été très commun dans toute l'Europe, qu'il ait imprégné l'imaginaire collectif (contes, chansons, histoires et anecdotes), et qu'il présente, comme tous les corvidés, un intérêt éthologique manifeste en raison d'importantes facultés d'apprentissage et d'adaptation, il a peu été étudié avant les années 1980 où une importante monographie (« The Magpies ») a été publiée par Tim Birkhead (1991).
La pie bavarde peut s'apprivoiser.[réf. nécessaire]

### Aspects juridiques et statut de protection
Bien qu'ils rendent certains services écosystémiques (élimination des cadavres, régulation de certaines de leurs populations-proies), dans une grande partie de l'Europe, les corvidés ont longtemps été mal-aimés considérés comme « nuisibles » car entrant en concurrence avec les pratiques agricoles, d'élevage et de chasse.
L'Europe ne dispose pas encore de politique européenne unifiée sur la gestion des espèces à risques économiques, sanitaires ou écologiques. Les espèces à réguler par piégeage ou chasse sont donc d’abord définies nationalement par le ministère chargé de l’environnement et/ou de l'agriculture (à l’échelle d’un pays). Puis, l'autorisation de régulation des espèces ainsi listées est accordée par les services territoriaux de chaque département (préfecture en France) et pour le territoire entier (environ 5 000 km2 en France) ou certaines parties de ce territoire.
Enfin, « la décision de contrôle est individuelle (un piégeur par exemple) et appliquée à l’échelle d’une commune (de l'ordre de 10 km2). Par conséquent, la structure d’un paysage ou la gestion d’une espèce est la combinaison de décisions prises à plusieurs échelles spatiale et humaine ». Selon l'ONCFS, avec par exemple plus de 402 000 pies tuées sur la seule saison 1999/2000, la régression observée entre 2001 et 2005 pourrait au moins en partie être expliquée par la pression de piégeage et dans une moindre mesure par la chasse dans les milieux ruraux.
Bien que la pie bavarde soit protégée, à l'instar de la plupart des corvidés, dans nombre de pays d'Europe occidentale (dont la Belgique voisine), elle est une espèce non protégée en France, et qui peut donc, dans certaines conditions, être chassée et piégée,. À ce titre, elle est inscrite à l'annexe II/2 de la Directive oiseaux.
La pie bavarde a été traditionnellement classée « nuisible » dans la plupart des départements français, et donc, à certaines conditions, régulable par piégeage continu tout au long de l'année. La pie est classée nuisible par sa prédation sur certaines espèces de petite faune,,. Depuis le 1er juillet 2007 le piégeur doit être en possession d'un agrément, avoir une autorisation de la mairie (accordée obligatoirement) ainsi que, s'il ne piège pas dans sa propriété, une autorisation écrite du propriétaire.
La notion, péjorative et ne « répondant plus à la sensibilité et aux connaissances actuelles acquises en écologie », d'espèce nuisible, scientifiquement non fondée, notamment car ne tenant pas compte des services écosystémiques rendus par la plupart des espèces dites « nuisibles », et administrativement classées comme telles, en raison d'activités concurrentes avec certaines activités humaines, est remise en question au profit de celle d'espèce « à risques » (à risques économique, sanitaire et écologique) définie comme « pouvant poser des problèmes à l’homme ou à son environnement » et « nécessitant des actions préventives de gestion » (that necessitate preventive action). Faute d'outils et méthodes objectifs, la régulation des populations d'espèces dites « nuisibles » « donne lieu en France à des controverses récurrentes, entre pro- et détracteurs, particulièrement en ce qui concerne les petits prédateurs ». Une approche nouvelle, prônée par Levrel, et reprise par F. Chiron, spécialiste de la pie bavarde, pourrait être celle de sciences participatives et de « processus d’apprentissage collectifs », ce qui nécessite des protocoles d’étude, de gestion et de suivi plus robustes, afin de « tester (et évaluer) systématiquement certains choix d’action, qui permettront une adaptation des plans de conservation par apprentissage », avec une gestion basée sur « un processus d’évolution adaptatif et basé sur des faits scientifiques », ce qui demande dans le cas de la pie une connaissance évolutive du fonctionnement spatial et de l’écologie des espèces qui semblent en rapide et importante modification. Un plan de gestion spécifique peut concerner « certaines sous-populations dans le cas d’un fonctionnement en métapopulation ».
Les actions de suivi, d'évaluation environnementale des impacts et des actions de gestion sont nécessaires pour notamment ne pas avoir d'effets contre-productifs, mais elles sont rendues difficiles en France par une dynamique de population en cours de modification,. Les pies sont plus visibles sur les bords de routes et en ville, mais régressent fortement dans les campagnes. Les suivis pilotés par le CRBPO (issu du Muséum national d'histoire naturelle) sur la période 1989-2001 ont mis en évidence une diminution de 68 % des effectifs de Pie bavarde en France.
De plus les actions de piégeage, même massives, se montrent souvent sans effet à moyen ou long terme, avec des effets possibles de piège écologique : par exemple, en Seine-Saint-Denis, bien qu'aucune preuve scientifique n'étayait un impact de la pie dans les parcs urbains, sur l'intuition que leur présence pouvait affecter les populations de passereaux, 774 pies furent tuées dans les espaces verts départementaux de 1998 à 2001 (soit 13 % du prélèvement annuel régional), malgré cela, les effectifs de pies n’ont aucunement baissé. Des approches de gestion intégrées, plus interdisciplinaires et incluant l'écoéthologie et les sciences humaines et sociales sont donc recommandées par les spécialistes. Il s'agit notamment de mieux comprendre et utiliser les déterminants des patrons de distribution et des dynamiques d’évolution de la pie (ressources, piégeage, compétition, parasitisme, régulation par les pathogènes, 
« seuils d'autorégulation et de stabilisation des effectifs »).
En 2014, la pie n'est plus classée nuisible que dans 70 départements, dont 6 partiellement essentiellement par l'arrêté ministériel du 4 avril 2013. De plus les conditions de piégeage et d'accréditation à réaliser cette destruction ont été réellement resserrées : « Le tir s’effectue à poste fixe matérialisé de main d’homme, sans être accompagné de chien. Le tir ou le piégeage ne sont autorisés que dans les cultures maraîchères, les vergers et sur les territoires où (...) des actions visant à la conservation et à la restauration des populations de faune sauvage et nécessitant la régulation des prédateurs sont mises en œuvre. Le tir dans les nids est interdit »[réf. nécessaire].
Le Conseil d'État a annulé dans une décision du 30 juillet 2014 (applicable dès sa parution) le classement en espèce nuisible pour la pie dans l'Aube, l'Aude, le Calvados, l'Isère, la Marne, la Seine-et-Marne et le Rhône.

### La pie bavarde dans la culture et l'Histoire

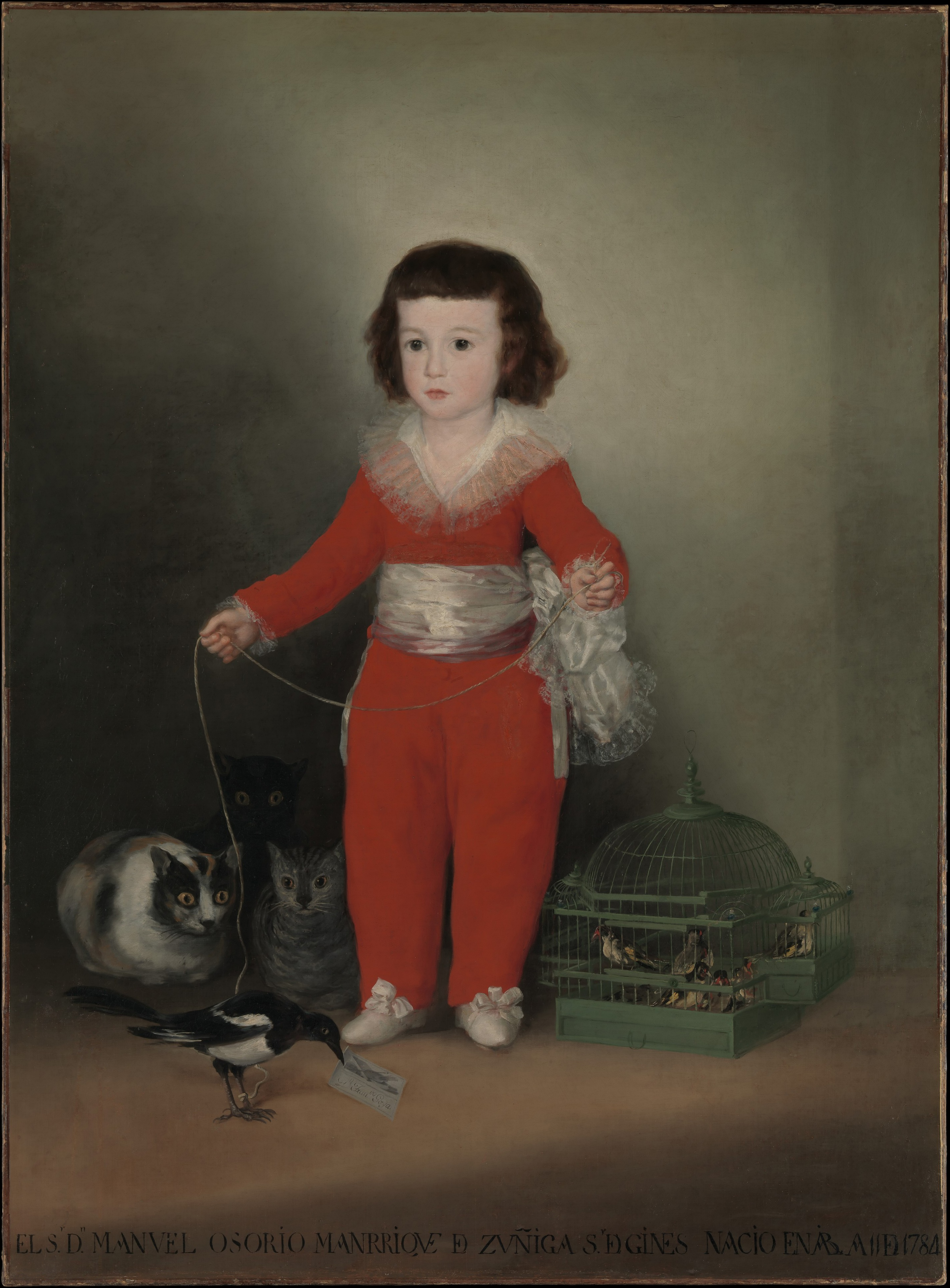
La pie fait preuve d'une certaine intelligence et d'un caractère marqué, et a pour ces raisons parfois été élevée comme animal domestique, comme en témoigne ce portrait de Don Manuel Osorio Manrique de Zúñiga, enfant, par Goya.

Sa réputation de voleuse a servi de prétextes à différents ouvrages comme l'opéra de Gioachino Rossini La gazza ladra (La pie voleuse) ou la bande dessinée Les Bijoux de la Castafiore d'Hergé.
Ses vocalisations fréquentes ont donné naissance à l'expression bavarde comme une pie. La curiosité de cet oiseau a donné l'expression curieux(se) comme une pie.
Un nid-de-pie est un bâti haut perché, nommé ainsi par analogie avec le nid de cet oiseau.
Une robe pie désigne à l'origine, chez les vaches, les chevaux et les chiens, une coloration blanche avec des taches bien nettes d'une autre couleur qui ne se mélange jamais au blanc, en référence au plumage de cet oiseau.
Les « Magpies » (signifiant « pie » en anglais) est le surnom donné aux joueurs évoluant dans le club de football anglais de Newcastle United Football Club.
Les auteurs de l’Antiquité ont été d’abord frappés par la capacité de cet oiseau à imiter la voix humaine. Cette faculté a été dénigrée pendant le Moyen Âge, la pie étant considérée alors comme « bavarde », et inutile.
À la suite d'un rapprochement avec Hel ou Hela, la déesse des morts des mythologies nordiques, l’oiseau était considéré aussi comme étant de mauvais augure. Elle a été taxée aussi de voleuse. Un mélodrame à succès, représenté pour la première fois en 1815, La pie voleuse ou la Servante de Palaiseau a sûrement contribué à propager l’idée des mauvaises tendances des pies, en particulier dans le monde francophone et italophone, car Rossini a composé un opéra créé en 1817, La gazza ladra, dont le livret était inspiré par la pièce de théâtre que nous venons de mentionner.